# 瑪麗瓦萊里橋

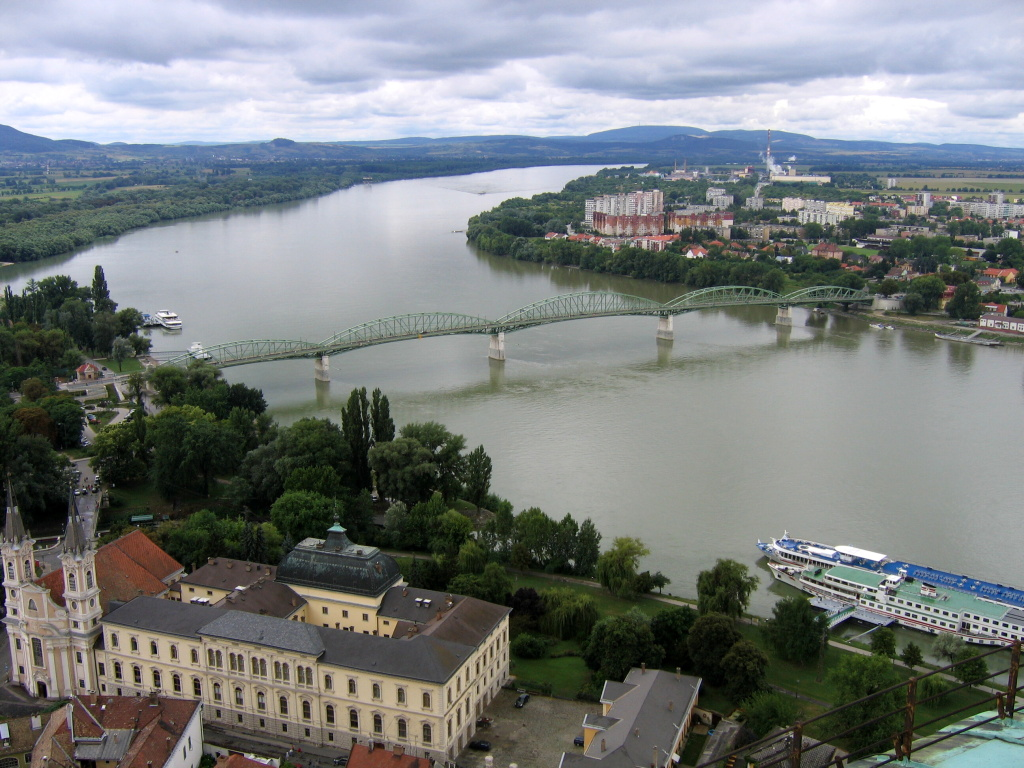

瑪麗瓦萊里橋（匈牙利語：Mária Valéria Bridge）是位於匈牙利和斯洛伐克國境處的一座跨越多瑙河的橋樑，長約500米，竣工於1895年。

## 外部連結
- History of the Bridge
- Bridgeguard Project （页面存档备份，存于）

47°47′43″N 18°43′49″E / 47.79528°N 18.73028°E